# Cabanac-Cazaux
Pour les articles homonymes, voir Cabanac (homonymie) et Cazaux.
Cabanac-Cazaux est une commune française située dans le sud-ouest du département de la Haute-Garonne, en région Occitanie. Sur le plan historique et culturel, la commune est dans le pays de Comminges, correspondant à l’ancien comté de Comminges, circonscription de la province de Gascogne située sur les départements actuels du Gers, de la Haute-Garonne, des Hautes-Pyrénées et de l'Ariège.
Exposée à un climat océanique altéré, elle est drainée par le Job, le Roussec et par un autre cours d'eau. La commune possède un patrimoine naturel remarquable composé de trois zones naturelles d'intérêt écologique, faunistique et floristique.
Cabanac-Cazaux est une commune rurale qui compte 130 habitants en 2022, après avoir connu une forte hausse de la population depuis 1975. Elle fait partie de l'aire d'attraction de Saint-Gaudens. Ses habitants sont appelés les Cabazais ou  Cabazaises.

## Géographie

### Localisation
La commune de Cabanac-Cazaux se trouve dans le département de la Haute-Garonne, en région Occitanie.
Elle se situe à 85 km à vol d'oiseau de Toulouse, préfecture du département, à 8 km de Saint-Gaudens, sous-préfecture, et à 30 km de Bagnères-de-Luchon, bureau centralisateur du canton de Bagnères-de-Luchon dont dépend la commune depuis 2015 pour les élections départementales.
La commune fait en outre partie du bassin de vie d'Aspet.
Les communes les plus proches sont : 
Encausse-les-Thermes (1,7 km), Payssous (2,2 km), Izaut-de-l'Hôtel (2,2 km), Régades (2,4 km), Soueich (3,7 km), Arbon (3,7 km), Lespiteau (4,2 km), Aspret-Sarrat (4,2 km).
Sur le plan historique et culturel, Cabanac-Cazaux fait partie du pays de Comminges, correspondant à l’ancien comté de Comminges, circonscription de la province de Gascogne située sur les départements actuels du Gers, de la Haute-Garonne, des Hautes-Pyrénées et de l'Ariège.
Les communes limitrophes sont  Aspet, Encausse-les-Thermes, Izaut-de-l'Hôtel, Payssous et Régades.
| Régades (sur 100 m) |                  | Encausse-les-Thermes       |
| Payssous            | Cabanac-Cazaux   |                            |
|                     | Izaut-de-l'Hôtel | Aspet (par un quadripoint) |

### Hydrographie

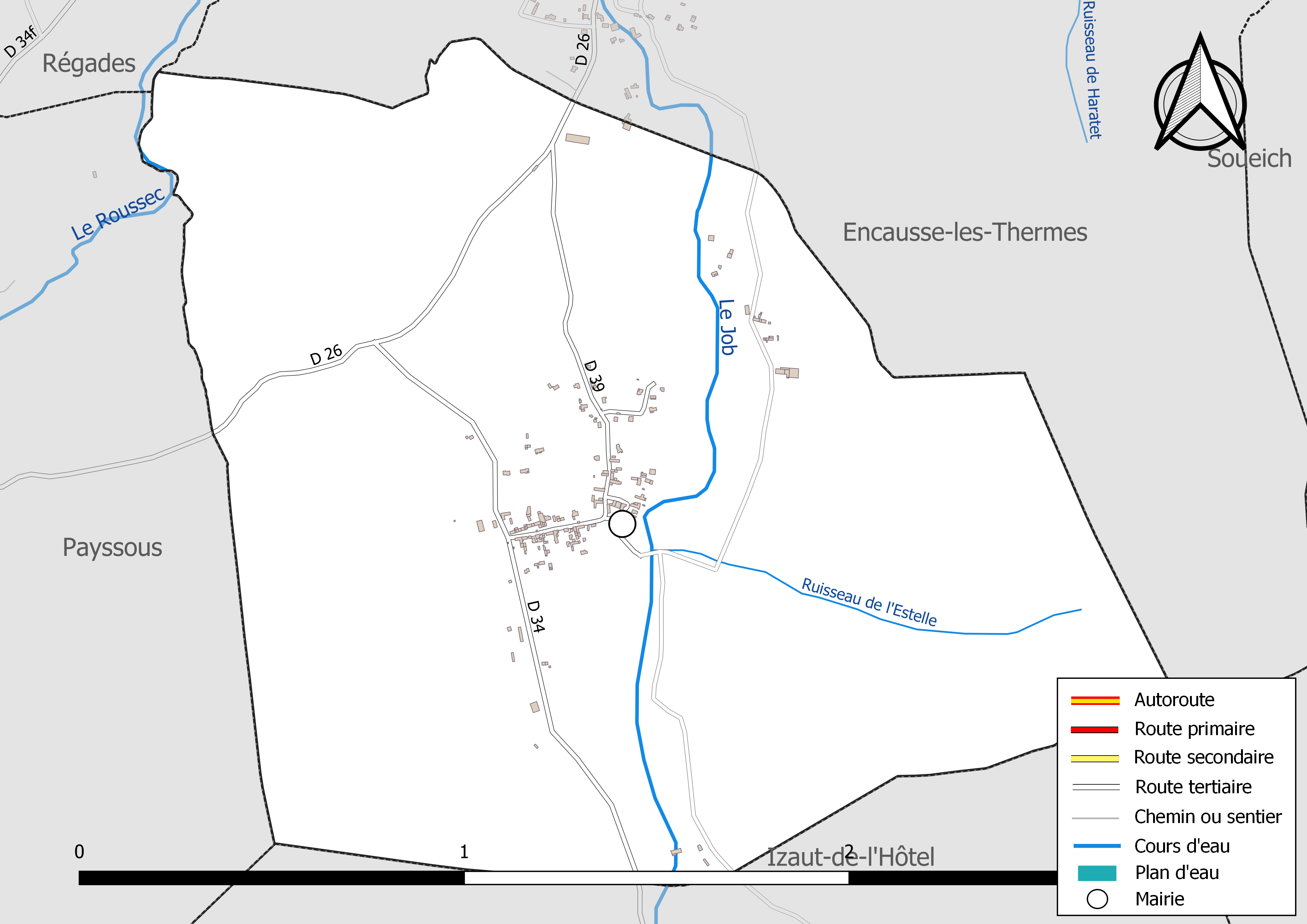
Réseaux hydrographique et routier de Cabanac-Cazaux.

La commune est dans le bassin de la Garonne, au sein du bassin hydrographique Adour-Garonne. Elle est drainée par le Job, le Roussec et le ruisseau de l'Estelle, constituant un réseau hydrographique de 4 km de longueur totale,.
Le Job, d'une longueur totale de 18,4 km, prend sa source dans la commune de Boutx et s'écoule vers le nord. Il traverse la commune et se jette dans le Ger à Lespiteau, après avoir traversé 10 communes.
Le Roussec, d'une longueur totale de 10,8 km, prend sa source dans la commune de Malvezie et s'écoule vers le nord puis se réoriente vers le nord-est. Il traverse la commune et se jette dans le ruisseau de la Lose à Régades, après avoir traversé 7 communes.

### Climat
Pour des articles plus généraux, voir Climat de l'Occitanie et Climat de la Haute-Garonne.
En 2010, le climat de la commune est de type climat océanique altéré, selon une étude s'appuyant sur une série de données couvrant la période 1971-2000. En 2020, Météo-France publie une typologie des climats de la France métropolitaine dans laquelle la commune est exposée à un climat de montagne ou de marges de montagne et est dans la région climatique Pyrénées centrales, caractérisée par une pluviométrie annuelle de 1 000 à 1 200 mm.
Pour la période 1971-2000, la température annuelle moyenne est de 12 °C, avec une amplitude thermique annuelle de 14,7 °C. Le cumul annuel moyen de précipitations est de 1 051 mm, avec 9,2 jours de précipitations en janvier et 6,7 jours en juillet. Pour la période 1991-2020, la température moyenne annuelle observée sur la station météorologique la plus proche, située sur la commune de Clarac à 12 km à vol d'oiseau, est de 12,5 °C et le cumul annuel moyen de précipitations est de 804,9 mm,. Pour l'avenir, les paramètres climatiques de la commune estimés pour 2050 selon différents scénarios d'émission de gaz à effet de serre sont consultables sur un site dédié publié par Météo-France en novembre 2022.

### Milieux naturels et biodiversité

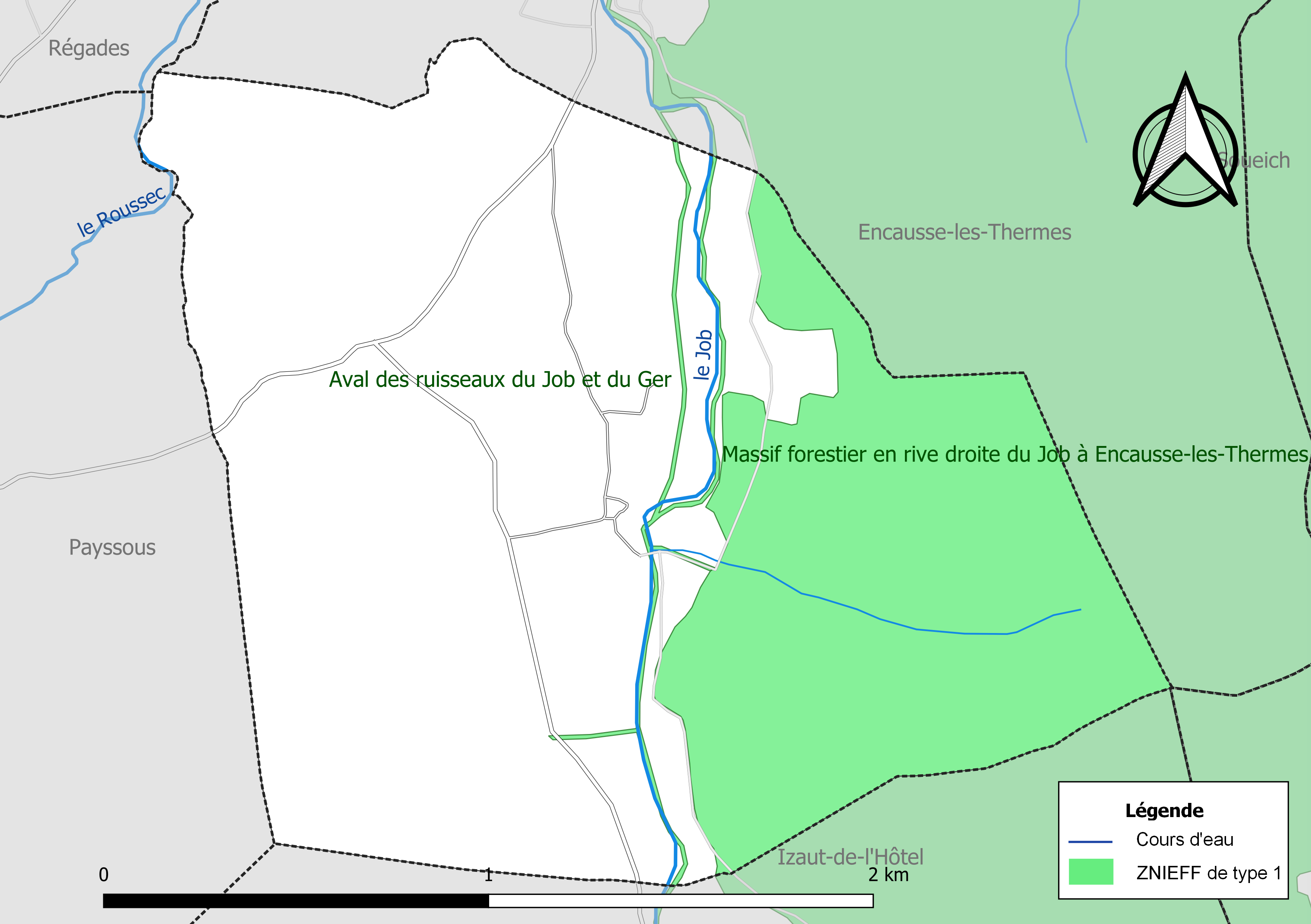
Carte des ZNIEFF de type 1 localisées sur la commune.

L’inventaire des zones naturelles d'intérêt écologique, faunistique et floristique (ZNIEFF) a pour objectif de réaliser une couverture des zones les plus intéressantes sur le plan écologique, essentiellement dans la perspective d’améliorer la connaissance du patrimoine naturel national et de fournir aux différents décideurs un outil d’aide à la prise en compte de l’environnement dans l’aménagement du territoire.
Deux ZNIEFF de type 1 sont recensées sur la commune :
l'« aval  des ruisseaux du Job et du Ger » (102 ha), couvrant 8 communes du département et 
le « massifforestier en rive droite du Job à Encausse-les-Thermes » (632 ha), couvrant 5 communes du département
et une ZNIEFF de type 2, : 
le « piémont calcaire commingeois et bassin de Sauveterre » (8 553 ha), couvrant 26 communes du département.

## Urbanisme

### Typologie
Au 1er janvier 2024, Cabanac-Cazaux est catégorisée commune rurale à habitat dispersé, selon la nouvelle grille communale de densité à sept niveaux définie par l'Insee en 2022.
Elle est située hors unité urbaine. Par ailleurs la commune fait partie de l'aire d'attraction de Saint-Gaudens, dont elle est une commune de la couronne,. Cette aire, qui regroupe 85 communes, est catégorisée dans les aires de moins de 50 000 habitants,.

### Occupation des sols
L'occupation des sols de la commune, telle qu'elle ressort de la base de données européenne d’occupation biophysique des sols Corine Land Cover (CLC), est marquée par l'importance des forêts et milieux semi-naturels (60,3 % en 2018), une proportion identique à celle de 1990 (60,3 %). La répartition détaillée en 2018 est la suivante : 
forêts (60,3 %), zones agricoles hétérogènes (24,2 %), prairies (15,6 %). L'évolution de l’occupation des sols de la commune et de ses infrastructures peut être observée sur les différentes représentations cartographiques du territoire : la carte de Cassini (XVIIIe siècle), la carte d'état-major (1820-1866) et les cartes ou photos aériennes de l'IGN pour la période actuelle (1950 à aujourd'hui).

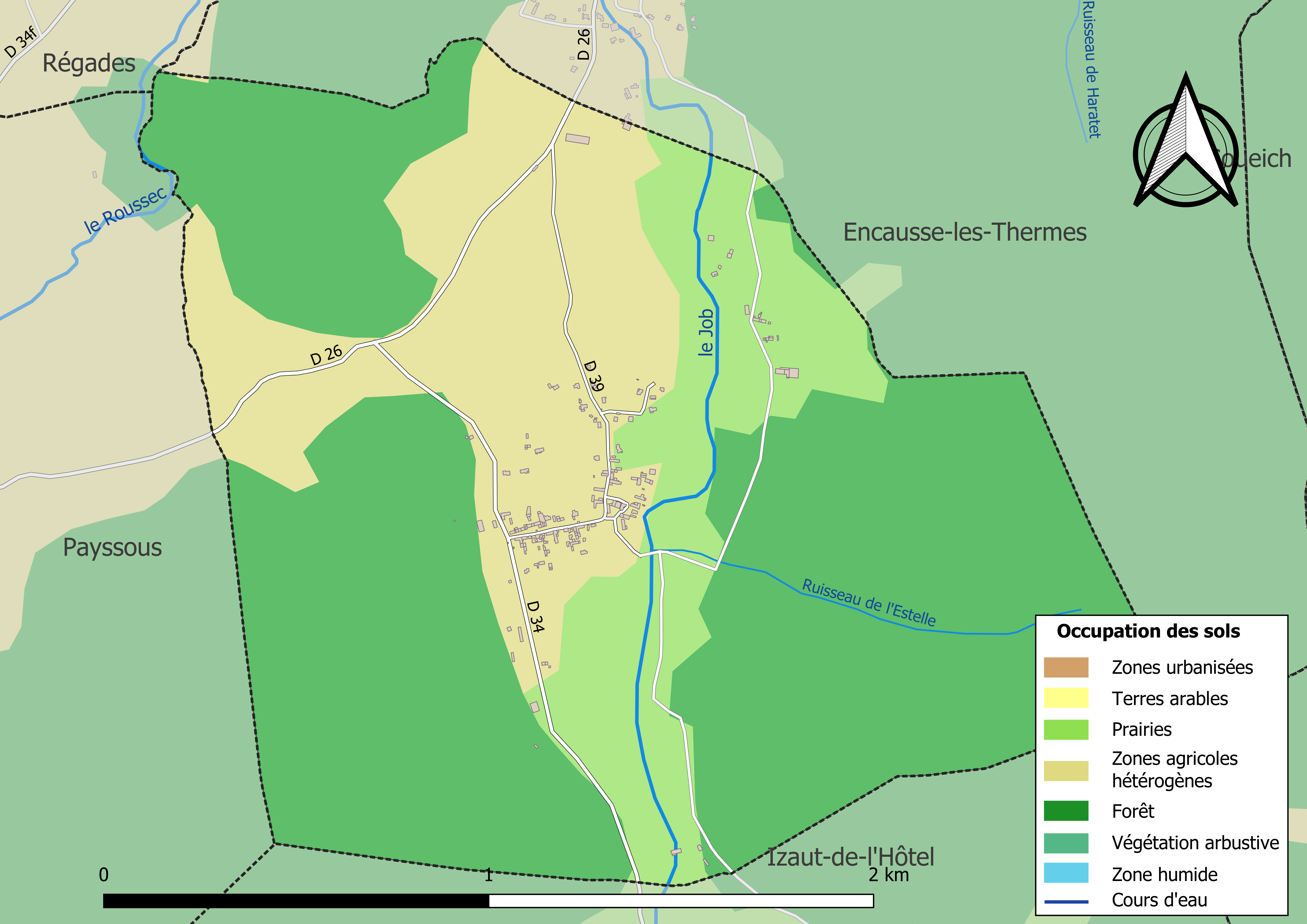
Carte des infrastructures et de l'occupation des sols de la commune en 2018 (CLC).

### Risques majeurs
Le territoire de la commune de Cabanac-Cazaux est vulnérable à différents aléas naturels : météorologiques (tempête, orage, neige, grand froid, canicule ou sécheresse), inondations, feux de forêts et séisme (sismicité modérée). Il est également exposé à un risque particulier : le risque de radon. Un site publié par le BRGM permet d'évaluer simplement et rapidement les risques d'un bien localisé soit par son adresse soit par le numéro de sa parcelle.

#### Risques naturels
Certaines parties du territoire communal sont susceptibles d’être affectées par le risque d’inondation par débordement de cours d'eau, notamment le Roussec. La commune a été reconnue en état de catastrophe naturelle au titre des dommages causés par les inondations et coulées de boue survenues en 1982, 1999 et 2009,.
Un plan départemental de protection des forêts contre les incendies a été approuvé par arrêté préfectoral du 25 septembre 2006. Cabanac-Cazaux est exposée au risque de feu de forêt du fait de la présence sur son territoire du massif des piémonts des Pyrénées. Il est ainsi défendu aux propriétaires de la commune et à leurs ayants droit de porter ou d’allumer du feu dans l'intérieur et à une distance de 200 mètres des bois, forêts, plantations, reboisements ainsi que des landes. L’écobuage est également interdit, ainsi que les feux de type méchouis et barbecues, à l’exception de ceux prévus dans des installations fixes (non situées sous couvert d'arbres) constituant une dépendance d'habitation,.

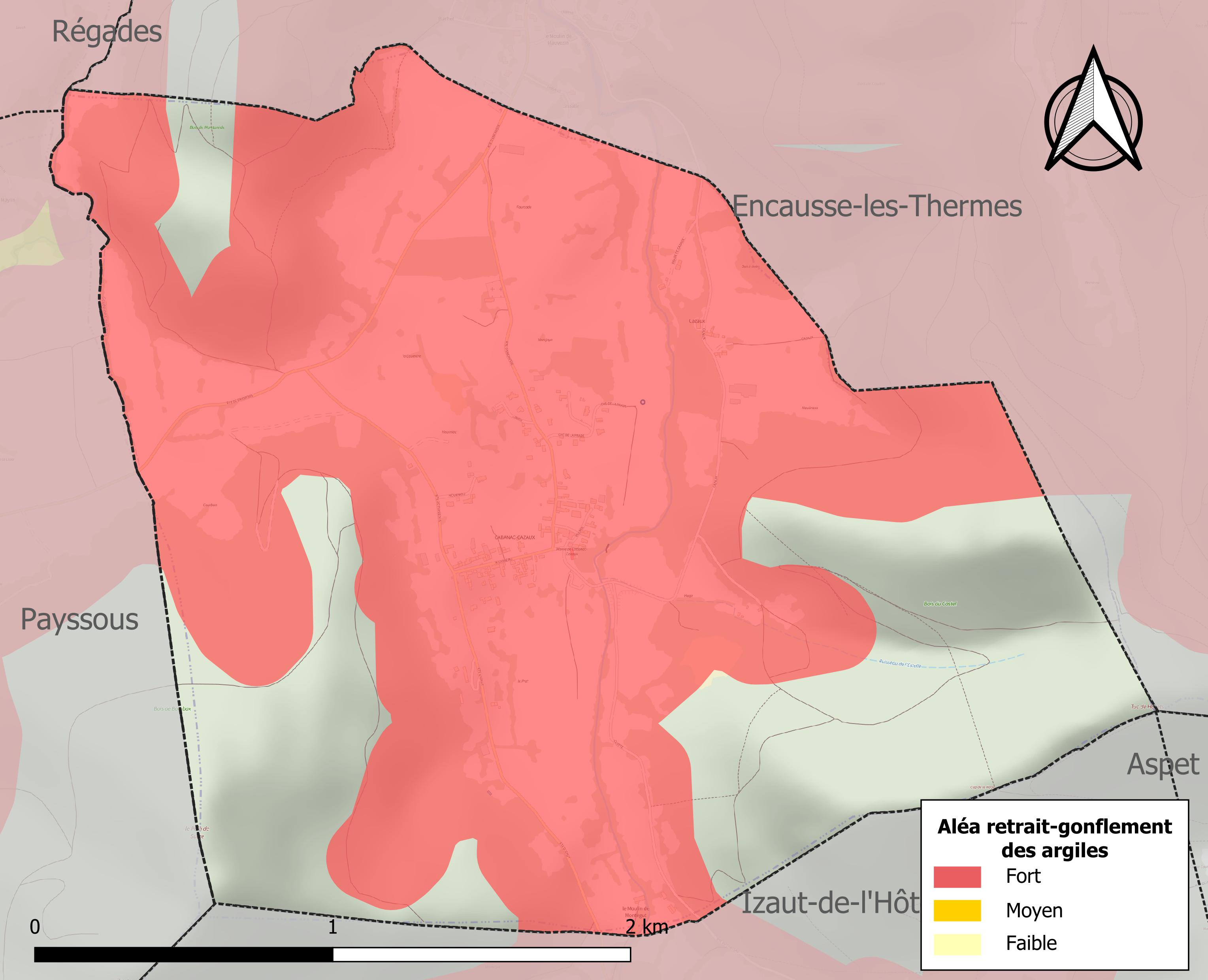
Carte des zones d'aléa retrait-gonflement des sols argileux de Cabanac-Cazaux.

Le retrait-gonflement des sols argileux est susceptible d'engendrer des dommages importants aux bâtiments en cas d’alternance de périodes de sécheresse et de pluie. 72,5 % de la superficie communale est en aléa moyen ou fort (88,8 % au niveau départemental et 48,5 % au niveau national). Sur les 69 bâtiments dénombrés sur la commune en 2019, 69 sont en aléa moyen ou fort, soit 100 %, à comparer aux 98 % au niveau départemental et 54 % au niveau national. Une cartographie de l'exposition du territoire national au retrait gonflement des sols argileux est disponible sur le site du BRGM,.
Par ailleurs, afin de mieux appréhender le risque d’affaissement de terrain, l'inventaire national des cavités souterraines permet de localiser celles situées sur la commune.
Concernant les mouvements de terrains, la commune a été reconnue en état de catastrophe naturelle au titre des dommages causés par la sécheresse en 1989 et par des mouvements de terrain en 1999.

#### Risque particulier
Dans plusieurs parties du territoire national, le radon, accumulé dans certains logements ou autres locaux, peut constituer une source significative d’exposition de la population aux rayonnements ionisants. Certaines communes du département sont concernées par le risque radon à un niveau plus ou moins élevé. Selon la classification de 2018, la commune de Cabanac-Cazaux est classée en zone 2, à savoir zone à potentiel radon faible mais sur lesquelles des facteurs géologiques particuliers peuvent faciliter le transfert du radon vers les bâtiments.

## Politique et administration

### Rattachements administratifs et électoraux
Commune faisant partie de la huitième circonscription de la Haute-Garonne, de la communauté de communes Cagire-Garonne-Salat et du canton de Bagnères-de-Luchon (avant le redécoupage départemental de 2014, Cabanac-Cazaux était dans le canton d'Aspet et avant le 1er janvier 2017, elle faisait partie de la communauté de communes des Trois Vallées).
La commune est également membre du SIVOM de Saint-Gaudens Montréjeau Aspet Magnoac.

### Liste des maires
| Période      | Période      | Identité           | Étiquette | Qualité |
| ------------ | ------------ | ------------------ | --------- | --- |
| 1791         | 1792         | Michel Doueil      |           | |
| 1792         | 1793         | Bernard Couret     |           | |
| 1793         | An IV        | Pierre Maylin      |           | |
| An IV        | An VI        | Barthélémy Tapie   |           | |
| An VI        | 1808         | Michel Maubé       |           | |
| 1808         | 1820         | Jean Maylin        |           | |
| 1820         | 1830         | Bernard Bon        |           | |
| 1830         | 1837         | Vital Fourment     |           | |
| 1837         | 1840         | Bernard Bon        |           | |
| 1840         | 1848         | M. Servat          |           | |
| 1848         | 1855         | Vital Fourment     |           | |
| 1855         | 1859         | Pierre Maylin      |           | |
| 1859         | 1862         | Jean-Marie Couret  |           | |
| 1862         | 1865         | Sébastien Tapie    |           | |
| 1865         | 1870         | Jean-Pierre Maylin |           | |
| 1870         | 1876         | Sébastien Tapie    |           | |
| 1876         | 1881         | Louis Barthe       |           | |
| 1881         | 1912         | Jules Loustalot    |           | |
| 1912         | 1919         | Pierre Estinès     |           | |
| 1919         | 1922         | Jules Loustalot    |           | |
| 1922         | 1925         | Pierre Estinès     |           | |
| 1925         | 1932         | Joseph Doueil      |           | |
| 1932         | 1944         | Élie Baus          |           | |
| 1944         | 1953         | Jean Couadeau      |           | |
| 1953         | 1965         | Pierre Florane     |           | |
| 1965         | 1972         | Jean Lormand       |           | |
| 1972         | 1983         | Pierre Campa       | PCF       | |
| mars 1983    | mars 1989    | Élie Baus          |           | |
| mars 1989    | 1994         | Henri Bares        |           | |
| mars 1994    | février 2017 | Jean-Pierre Brana  | PS        | Conseiller général (2001-2015) Président de la Communauté de communes des Trois Vallées Démissionnaire                            |
| février 2017 | En cours     | Gilles Favarel     |           | Vice président « rivières eau GEMAPI » communauté des communes Cagire Garonne Salat Président du syndicat des eaux du job à Aspet |

## Population et société

### Démographie
| 1793 | 1800 | 1806 | 1821 | 1831 | 1836 | 1841 | 1846 | 1851 |
| ---- | ---- | ---- | ---- | ---- | ---- | ---- | ---- | ---- |
| 102  | 176  | 172  | 144  | 189  | 224  | 214  | 211  | 224  |

| 1856 | 1861 | 1866 | 1872 | 1876 | 1881 | 1886 | 1891 | 1896 |
| ---- | ---- | ---- | ---- | ---- | ---- | ---- | ---- | ---- |
| 216  | 200  | 173  | 178  | 140  | 176  | 161  | 160  | 143  |

| 1901 | 1906 | 1911 | 1921 | 1926 | 1931 | 1936 | 1946 | 1954 |
| ---- | ---- | ---- | ---- | ---- | ---- | ---- | ---- | ---- |
| 141  | 129  | 140  | 130  | 133  | 124  | 106  | 100  | 92   |

| 1962 | 1968 | 1975 | 1982 | 1990 | 1999 | 2006 | 2011 | 2016 |
| ---- | ---- | ---- | ---- | ---- | ---- | ---- | ---- | ---- |
| 82   | 74   | 87   | 94   | 106  | 108  | 108  | 128  | 128  |

| 2021 | 2022 | - | - | - | - | - | - | - |
| ---- | ---- | - | - | - | - | - | - | - |
| 129  | 130  | - | - | - | - | - | - | - |

### Enseignement
Cabanac-Cazaux fait partie de l'académie de Toulouse.
L'éducation est assurée par un regroupement pédagogique intercommunal avec les communes d'Encausse-les-Thermes, Soueich, Régades et Lespiteau pour les classes de la maternelle au primaire.

## Économie

### Emploi
|                | 2008  | 2013  | 2018  |
| -------------- | ----- | ----- | ----- |
| Commune        | 1,5 % | 6,7 % | 7,1 % |
| Département    | 7,7 % | 9,6 % | 9,3 % |
| France entière | 8,3 % | 10 %  | 10 %  |

En 2018, la population âgée de 15 à 64 ans s'élève à 83 personnes, parmi lesquelles on compte 76,2 % d'actifs (69 % ayant un emploi et 7,1 % de chômeurs) et 23,8 % d'inactifs,. Depuis 2008, le taux de chômage communal (au sens du recensement) des 15-64 ans est inférieur à celui de la France et du département.
La commune fait partie de la couronne de l'aire d'attraction de Saint-Gaudens, du fait qu'au moins 15 % des actifs travaillent dans le pôle,. Elle compte 14 emplois en 2018, contre 20 en 2013 et 18 en 2008. Le nombre d'actifs ayant un emploi résidant dans la commune est de 60, soit un indicateur de concentration d'emploi de 23,4 % et un taux d'activité parmi les 15 ans ou plus de 59,1 %.
Sur ces 60 actifs de 15 ans ou plus ayant un emploi, 9 travaillent dans la commune, soit 15 % des habitants. Pour se rendre au travail, 86,4 % des habitants utilisent un véhicule personnel ou de fonction à quatre roues, 1,7 % les transports en commun, 5,1 % s'y rendent en deux-roues, à vélo ou à pied et 6,8 % n'ont pas besoin de transport (travail au domicile).

### Activités hors agriculture
3 établissements sont implantés  à Cabanac-Cazaux au 31 décembre 2019.
Le secteur des autres activités de services est prépondérant sur la commune puisqu'il représente 66,7 % du nombre total d'établissements de la commune (2 sur les 3 entreprises implantées  à Cabanac-Cazaux), contre 7,9 % au niveau départemental.

### Agriculture
|               | 1988 | 2000 | 2010 | 2020 |
| ------------- | ---- | ---- | ---- | ---- |
| Exploitations | 6    | 6    | 5    | 3    |
| SAU (ha)      | 164  | 182  | 193  | 142  |

La commune est dans les « Pyrénées centrales », une petite région agricole occupant le sud du département de la Haute-Garonne, massif montagneux où s’étagent les vallées profondes, la forêt et les zones intermédiaires, les estives. En 2020, l'orientation technico-économique de l'agriculture  sur la commune est l'élevage de bovins, pour la viande. Trois exploitations agricoles ayant leur siège dans la commune sont dénombrées lors du recensement agricole de 2020 (six en 1988). La superficie agricole utilisée est de 142 ha,,.

## Culture locale et patrimoine

### Lieux et monuments
- Église Sainte-Catherine.